# Cappel (Wurster Nordseeküste)
Cappel è una frazione del comune tedesco di Wurster Nordseeküste, nella Bassa Sassonia.

## Storia
Il 1º gennaio 2015 il comune di Cappel venne fuso con gli altri sei comuni associati nella Samtgemeinde Land Wursten (Dorum, Midlum, Misselwarden, Mulsum, Padingbüttel e Wremen) e con il comune di Nordholz, formando il nuovo comune di Wurster Nordseeküste.

## Monumenti e luoghi d'interesse
La chiesa dei Santi Pietro e Paolo conserva un pregevole organo monumentale, opera di Arp Schnitger.